# Aleksander Morski
Aleksander Morski herbu Topór (zm. w 1825 roku) – podkomorzy przemyski w latach 1765–1790, chorąży przemyski w latach 1758–1765, stolnik przemyski w latach 1757–1758, podczaszy przemyski w latach 1752–1757, sędzia kapturowy ziemi przemyskiej w 1764 roku.

## Życiorys
Odziedziczył po ojcu Józefie dobra pruchnickie - Pruchnik wraz z zamkiem oraz Górne Przedmieście, Cząstkowice i Czudowice, w tym wieś Zarzecze, które później przeszło w ręce Dzieduszyckich przez syna Ignacego. Zakupił wieś Łąka.
Poseł województwa ruskiego na sejm 1760 roku. Był posłem ziemi przemyskiej na sejm konwokacyjny (1764). Był członkiem konfederacji generalnej 1764 roku. Był posłem województwa lubelskiego na Sejm Czteroletni w 1790 roku. Asesor sejmiku województwa lubelskiego w 1792 roku.
Odznaczony Orderem Orła Białego w 1792 roku. Kawaler Orderu Świętego Stanisława w 1792 roku.